# Alberto Mariscal
Alberto Mariscal (Chicago, 10 de marzo de 1926-Los Ángeles, 24 de abril de 2010) fue un actor y director de cine mexicano nacido en los Estados Unidos.

## Filmografía selecta

### Como actor
- Confidencias de un ruletero (1949)
- Nosotras las sirvientas (1951)
- El mártir del calvario (1952)
- La mentira (1952)
- La muerte es mi pareja (1953)
- Misericordia (1953)
- Sueños de gloria (1953)
- El monstruo resucitado (1953)
- Sierra Baron (1958)
- Tívoli (1974)

### Como director
- Bromas, S.A. (1967)
- Todo por nada (1968)
- Primera comunión (1969)
- El tunco Maclovio (1970)
- Los marcados (1971)
- Kaliman, El hombre increíble (1972)
- El juez de la soga (1973)
- La bestia acorralada (1974)
- La ley del monte (1976)
- El arracadas (1978)
- La combi asesina (1982)
- Mauro el mojado (1986)